# 박철웅
박철웅(朴哲雄, 1912년 ~ 1999년 1월 8일)은 대한민국의 교육인 출신 정치인이다. 제2대 국회의원을 지냈으며 독립운동가이다.
전라남도 고흥군에서 태어났다. 1946년 전라남도지사 서민호와 함께 조선대학교 설립을 주도하였다. 박철웅은 조선대학교 1, 4, 7대 총장을 역임하면서 점차 독단적으로 대학을 운영하여 마찰을 빚었는데 이러한 약점을 기화로 1980년 8월 신군부의 국가보위상임위원회 시절 광주보안대에 부인 정애리시와 함께 끌려가  학교운영권을 박탈당하게 된다. 1982년 11월에야 조선대 이사장 복귀가 허락되었으나 1987년 6월 민주화운동으로  많은 사립대학들이 시위사태에 휘말릴때 조선대학도 NL(민족해방)계열의 운동권학생들이 박철웅총장및 이사진의 퇴진을 요구하며 장기농성에 들어갔다.  결국  1987년 12월 박철웅은 총장직에서 물러났다. 1999년 1월 8일 자택인 서울특별시 종로구 필운동에서 노환으로 사망했다.

## 약력
- 1929년 11월 광주학생독립운동사건이 일어나자 당시 전주 신흥학교 3학년이었던 박철웅은 12월10일 이철(李哲), 원용덕(元龍德)과 함께 100여명이 신흥학교의 시위를 주동한 까닭으로 구류 29일을 전주형무소에서 보냈음.
- 일본 메이지 대학 정경학부졸업
- 조선대학부속중학교 교장
- 조선대학부속중학교 이사장
- 1946년 조선대학원 설립
- 1948년 초대 조선대 학장
- 1953년~1987년 조선대학교 총장, 이사장
- 광주신보사장
- 국제연합 한국수석 대표
- 제2대, 제4대, 제5대(참의원) 국회의원

## 역대 선거 결과
|  | 41.57% |

|  | 34.65% |

|  | 15.03% |

## 같이 보기
- 조선대학교
- 1.8 항쟁

## 참고 자료
- 박철웅 - 대한민국헌정회
- 〈조선대 설립자 박철웅씨 임종 .. 향년 87세〉《한국경제》(1999.1.9.)

| 전임 - | 제1대 조선대학교 총장 1948년 5월 26일 - 1960년 5월 26일 | 후임 최정기 |

| 전임 채병묵 | 제4대 조선대학교 총장 1963년 11월 6일 - 1980년 8월 6일 | 후임 김영달 |

| 전임 김택주 | 제7대 조선대학교 총장 1986년 12월 2일 - 1987년 12월 25일 | 후임 이돈명 |